# Peleteria iterans
Peleteria iterans là một loài ruồi trong họ Tachinidae.